# Народный комиссариат финансов РСФСР
Наро́дный комиссариа́т фина́нсов РСФСР (Наркомфи́н или НКФ) — центральный государственный орган управления финансами в Советских государствах в 1917—46 годах.

## История
Наркомфин входил в состав Временного рабочего и крестьянского правительства России, образованного  «Декретом об учреждении Совета Народных Комиссаров», принятым 2-м Всероссийским съездом Советов 26 октября (8 ноября) 1917 года. Наркомат был призван обеспечивать проведение единой финансовой политики, а также осуществлять общее руководство в области организации финансов в стране.
Выработанная под непосредственным руководством В. И. Ленина программа мероприятий по проведению финансовой политики Советского государства включала национализацию банков и страхового дела, отмену коммерческой тайны и введение рабочего контроля над расходованием денежных средств, введение прогрессивного налогообложения и др. мероприятия.
Декретом ВЦИК от 14 (27) декабря 1917 г. национализированы частные банки и организован подчинённый НКФ единый Народный банк РСФСР. Под управлением НКФ также находились Департамент государственного казначейства и местные казначейства. Тем же декретом были введены прямое налогообложение буржуазии, аннулированы государственные займы царского и временного правительства, ликвидированы биржи, занимавшиеся сделками с ценными бумагами.
НКФ также проводил мероприятия по оздоровлению денежного обращения, на подготовку денежной реформы и замены старых денежных знаков, монополизации страхового дела, на укрепление сметно-бюджетной дисциплины и т. д.
К концу 1918 г. в состав Наркомфина входили:
- Главное управление неокладных сборов и пошлин
- Отдел прямых налогов и пошлин
- Комитет сберегательных касс и др.

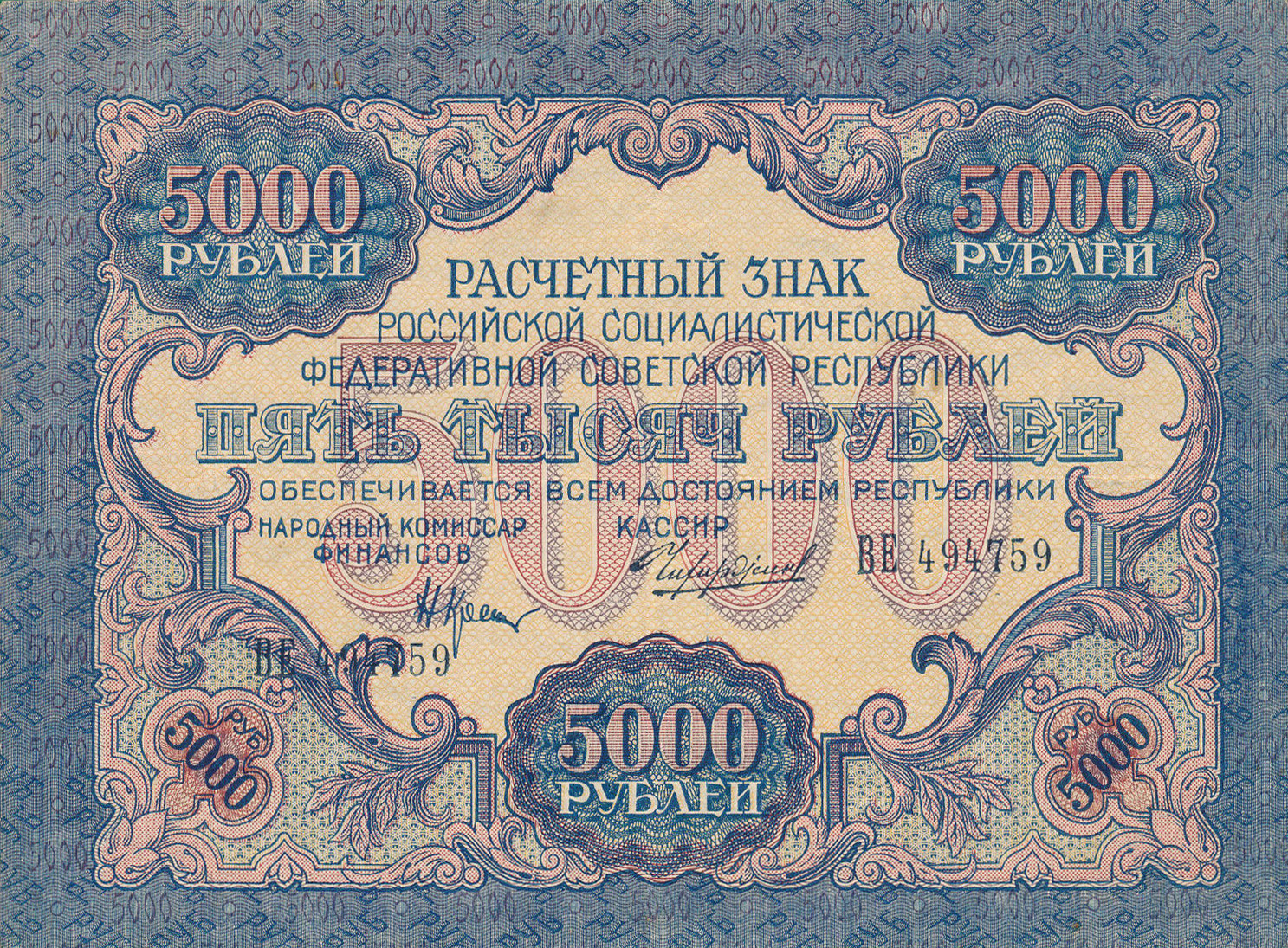
5 000 рублей РСФСР 1919. Аверс

Условия Гражданской войны и политика военного коммунизма значительно ослабили роль финансового аппарата, снижалось экономическое значение денег, приостанавливалось взимание налогов, товарно-денежные отношения заменялись прямым распределением материальных ценностей из центра. В связи с этим в начале 1920-х была полностью упразднена кредитная система. Был ликвидирован Народный банк РСФСР и на его базе образовано Центральное бюджетно-расчётное управление НКФ (СУ РСФСР).
В соответствии с Положением о Народном комиссариате финансов, утверждённым ВЦИК 26 июля 1921 г., в составе Наркомфина было создано организационно-налоговое управление, которое позднее переименовали в управление налогами и государственными доходами. В губернских и уездных финотделах налоговые подразделения остались без особых изменений. Были упразднены податные инспекторы при уездных финотделах и сформирован штат фининспекторов, который осуществлял контроль за взиманием прямых налогов и подчинялся непосредственно губфипотделам.
В соответствии с Законом СССР от 15 марта 1946 года и указом Президиума Верховного Совета РСФСР от 23 марта этого же года Наркомфин РСФСР преобразован в Министерство финансов РСФСР.

## Народные комиссары
| Народный комиссар                | Время работы                                            |
| -------------------------------- | ------------------------------------------------------- |
| Скворцов-Степанов, Иван Иванович | 26 октября (8 ноября) 1917 — 20 января (2 февраля) 1918 |
| Менжинский, Вячеслав Рудольфович | 20 января (2 февраля) 1918 — март 1918                  |
| Гуковский, Исидор Эммануилович   | март 1918 — 16 августа 1918                             |
| Крестинский, Николай Николаевич  | 16 августа 1918 — октябрь 1922                          |
| Сокольников, Григорий Яковлевич  | 1922—1923                                               |
| Владимиров, Мирон Константинович | 1923—1924                                               |
| Милютин, Николай Александрович   | 1924—1929                                               |
| Яковлева, Варвара Николаевна     | 1929—1937                                               |
| Попов, Василий Фёдорович         | 1938—1939                                               |
| Умнов, Михаил Николаевич         | апрель—сентябрь 1939                                    |
| Сафронов, Арсений Михайлович     | 1930—1941                                               |
| Посконов, Алексей Андреевич      | 1941—1945                                               |
| Сафронов, Арсений Михайлович     | 1945—1946                                               |